# Еріх Рашік
Еріх Рашік (нім. Erich Raschick; 15 квітня 1882 — 31 травня 1946) — німецький офіцер, генерал піхоти вермахту. Кавалер Німецького хреста в сріблі.

## Біографія
3 березня 1902 року вступив в Імперську армію. Учасник Першої світової війни. Після демобілізації армії залишений в рейхсвері. З 1 березня 1939 року — командувач прикордонними частинами «Айфель» (Бонн), з 18 вересня 1939 року — 23-м армійським корпусом, з 20 жовтня 1939 року — 37-м вищим командуванням особливого призначення. З 5 березня 1940 року — генерал для особливих доручень 2. 15 березня 1941 року відправлений в резерв ОКГ. З 1 травня 1941 року — командувач 10-м військовим округом. 1 березня 1944 року знову відправлений в резерв ОКГ, 30 червня звільнений у відставку. Після війни заарештований НКВС. Помер у спецтаборі № 1 внаслідок жахливих умов утримання.

## Звання
- Фанен-юнкер (3 березня 1902)
- Лейтенант (18 серпня 1903; патент від 19 серпня 1902)
- Оберлейтенант (18 серпня 1941)
- Гауптман (8 листопада 1914)
- Майор (1 жовтня 1923)
- Оберстлейтенант (1 лютого 1929)
- Оберст (1 жовтня 1931)
- Генерал-майор (1 вересня 1934)
- Генерал-лейтенант (1 серпня 1936)
- Генерал піхоти (1 квітня 1939)

## Нагороди
- Залізний хрест 2-го і 1-го класу
- Ганзейський Хрест (Гамбург)
- Королівський орден дому Гогенцоллернів, лицарський хрест з мечами
- Почесний хрест ветерана війни з мечами
- Медаль «За вислугу років у Вермахті» 4-го, 3-го, 2-го і 1-го класу (25 років)
- Застібка до Залізного хреста 2-го класу (19 жовтня 1939)
- Медаль «За Атлантичний вал» (22 листопада 1940)
- Хрест Воєнних заслуг 2-го і 1-го (11 листопада 1941) класу з мечами
- Німецький хрест в сріблі (23 лютого 1944)